# Moradräkten

Dalfolk från Mora socken av Pehr Hilleström, 1782- 1810, Hallwylska museet.

Moradräkten är en sockendräkt från Mora socken. Moradräkten är en av de ålderdomligare dräkterna i Sverige, med många gamla drag bevarade. Den ingår i ett dräktområde som även omfattar Sollerön, Våmhus, Orsa, Venjan och Mora där närbesläktade dräkter burits.

## Kvinnodräkten
Den vanligaste varianten av dräkten består idag av en livkjol med plisserad (eller maskinstickad) kjol och rött ylleliv med gula detaljer, en linneöverdel, halskläde, magd (förkläde) och kjolväska i skinn (kallad liråkuppa eller lidåkuppa). Gifta kvinnor bär en ytterst en vit kelinggatt ”käringhatt” för att dölja håret. 
Förr kunde gifta kvinnor även bära en ”underhatt” under sin kelinggatt. De ogifta kvinnorna bar förr en ”rynkhatt” med nackstycke eller en hilka.    

### Tröjor
Det finns flera olika tröjor till dräkten:
- Gröntröja är en högtidströja av grönt ylletyg med gula bandbesättningar och röda ärmuppslag. Halvfodrad med linne eller halvlinne.[2]
- Vittröja är den ”vanliga” tröjan i vitt vadmal. Halvfodrad med linne eller halvlinne.[3]
- Kasung eller kasundj är en skinntröja av fårskinn med bräm.[4]

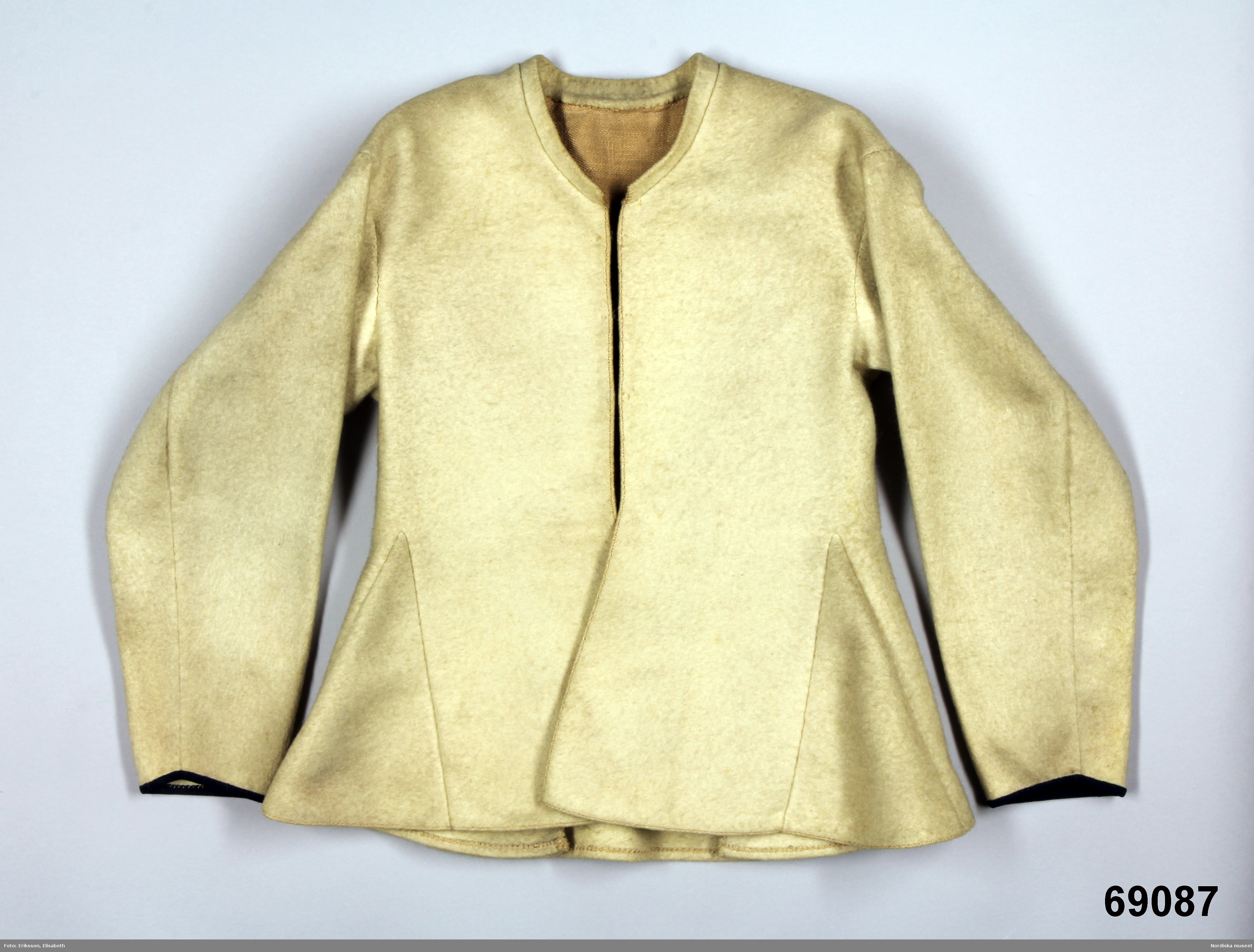
Vittröja.

### Magder/förkläden
En mängd magder eller förkläden har förekommit, enkelt sett har grönmagden brukats som vardagsförkläde, rödmagd till högtid, blåmagd till allvarshögtider och den svarta sorgmagden till sorg och långfredag. Detta har dock varierat. Under vissa perioder har några av magderna knappt brukats alls, och under sent 1800-tal färgades den blå magden istället starkt lila. Äldre magder har ofta något varierad randning och är ofta vävda i något grövre garn än de som är vanliga till 1900-talsdräkten/dräkten idag. Därutöver har en del andra förkläden förekommit som vitmagden för konfirmander och över det vanliga förklädet under söndagar då Mora kyrka hade vitt antependium. Raskförkläden (i vaxat ylle) har brukats vid större högtider. Vid konfirmation, bröllop och nattvard har även tryckta kattunsförkläden (spuråmagder) brukats.
Fram till 1830-40-talet förekom även en loristjimpa, en luden skinnmagd av kalvskinn med hårsidan ut.

### Halskläden
Halskläde med axellappar: Utmärkande är halsklädet, ”assklä” av vitt linne med fram- och bakstycke, över axlarna förenade med korta sidostycken, prydda med hålsömsfåll och på styckena med breda hålsömskrus. Halsklädet med rynkade axellappar har historiskt sett varit vanligare på Sollerön. 
Rakt halskläde: I Mora har raka halskläden varit vanligare. Under 1800-talet var halsklädena något kortare än senare.
Golkrokstrasa eller rysstrasa: Köptes från England eller Ryssland. Idag mest använt till våmhusdräkt samt av yngre flickor. Förr även använt i hela Mora tillsammans med de andra halsklädena.

### Dräktvarianter
- Vitsärk[7] för vardagsbruk: Livkjol med både bod och kjol i kraftigt, grövre linne. Boden är ofodrad och saknar kantband, de enda dekorationerna är tre blåvita mönstervävda band på ryggstycket. Bars troligen tillsammans med en enklare överdel, enkelt halskläde och en välanvänd magd eller skinnmagd.[8]
- Vitsärk för finare tillfällen: Livkjol med bod i färgat ylle eller blommig dammast. Kantband och dekorband bak är enfärgade. Kjoldel av linne (eller eventuellt av vitt halvylle).[8]
- Raskdräkt: Livkjol med bod av rött köpetyg (rask, kläde eller dammast) och kjol i rask. Kantband och dekorband bak är enfärgade. Bars endast till stora högtider och med raskförkläde eller spuråmagd och vitmagd.[8] Budvantar, gröntröja och annat grannt kunde bäras till.
- Sommardräkt: Dräktvariant komponerad på 1930-talet inspirerad av 1800-talets ljusa livkjolar. Det som framförallt skiljer den från de äldre kjolvarianterna är att den har trefärgade band som kantband och dekor på axelband och på ryggstycke.
- Skinndräkt: Nidåkasung (livkjol i skinn) med bod (livdel) av rött eller grönt ylletyg. Bärs tillsammans med överdel, kasung (skintröja), magd (i skinn eller halvylle), halskläde, sockor samt eventuellt sjal och snösockor.[9]

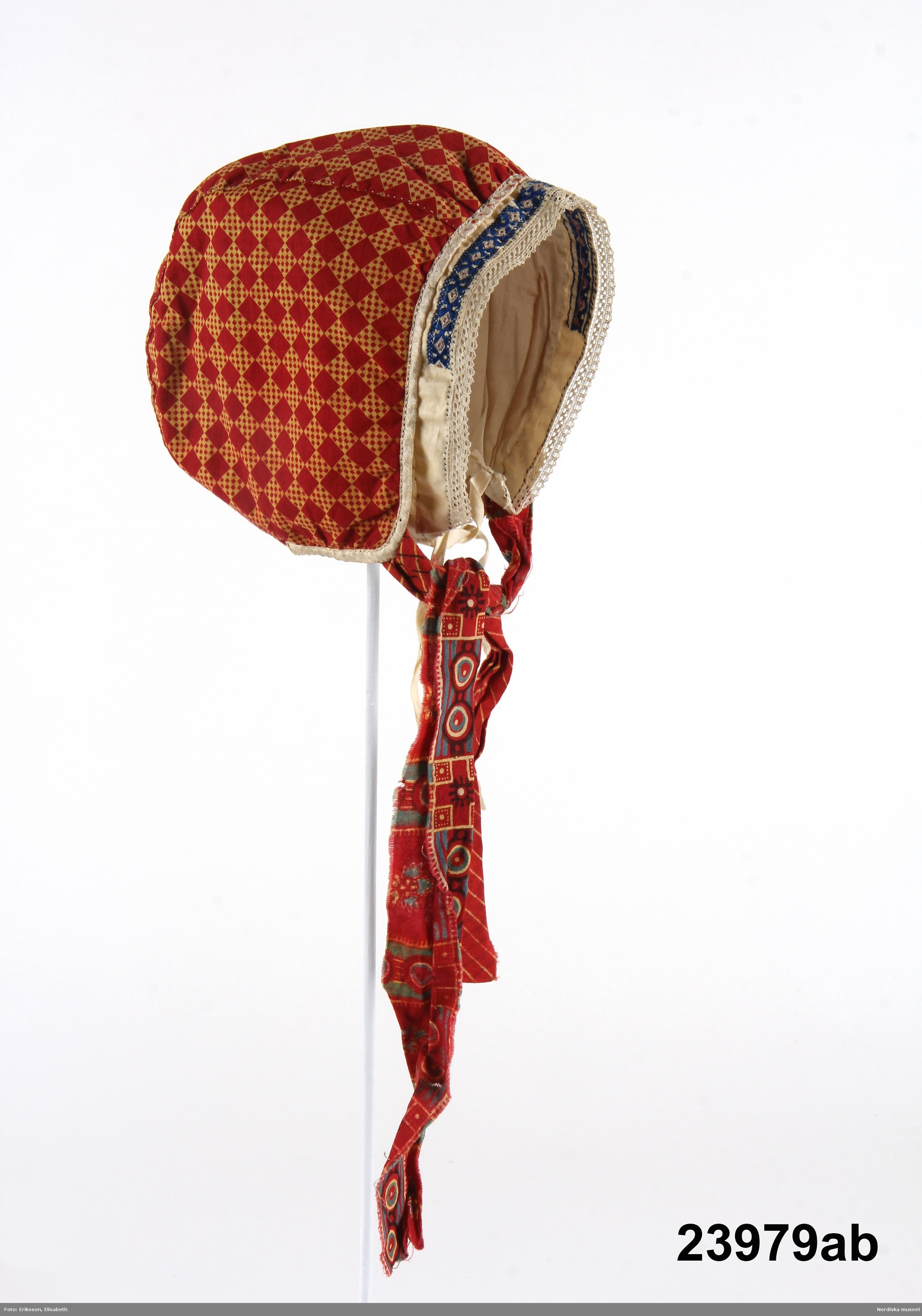
Mössa insamlad 1879.
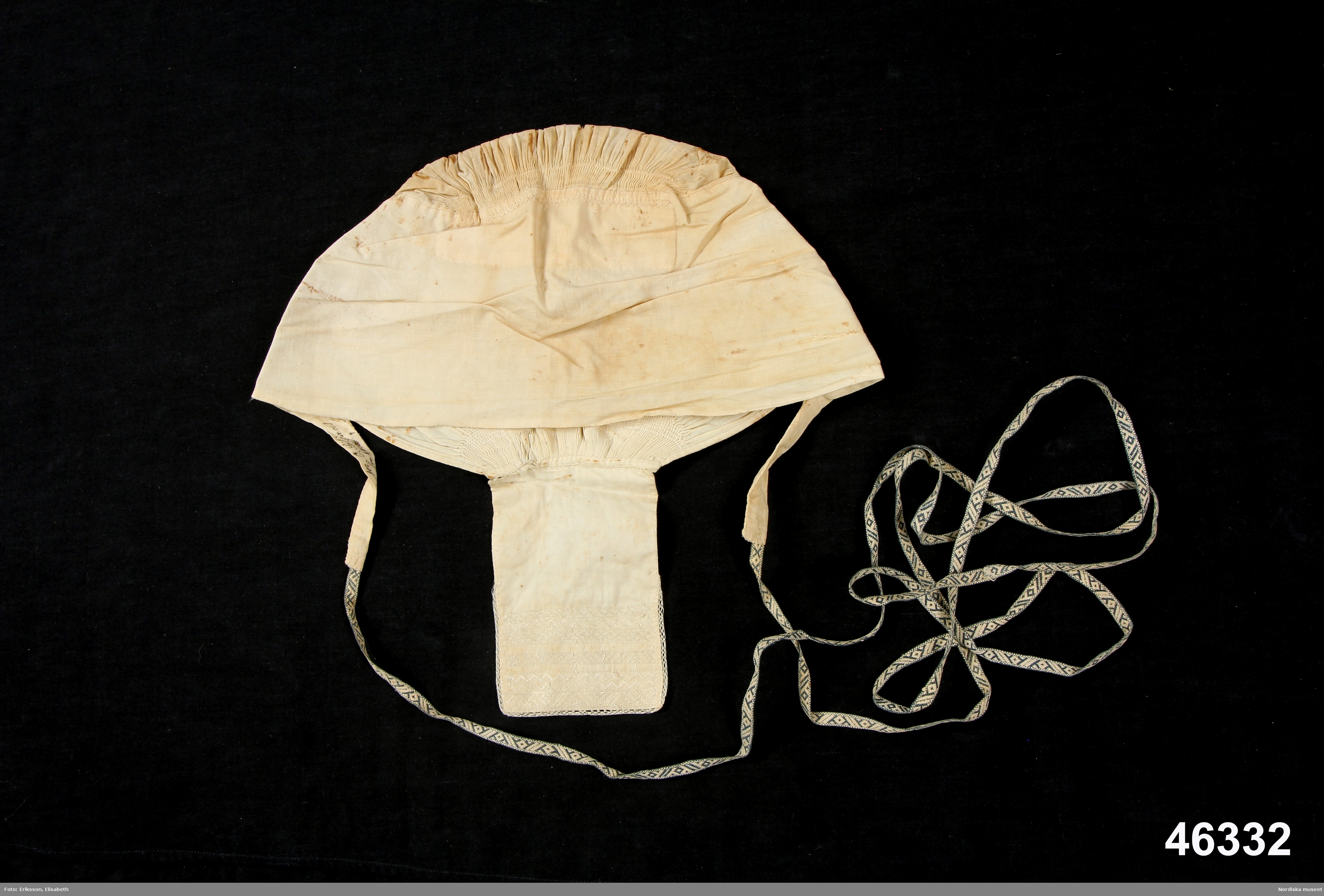
Mössa insamlad 1885.

## Mansdräkten
Mansdräkten består av vita knäbyxor i vadmal, grönt livstycke med häktor, vit vadmalsrock med häktor, mörkblå strumpor, förskinn och hatt. Historiskt sett har även knäbyxor i sämskskinn och linnebyxor (både knäbyxor och hellånga byxor) använts. Under 1800-talet och tidigare brukades ibland livstycken av vitt vadmal eller sämskskinn till vardags. Under vissa delar av 1800-talet användes blått livstycke istället för det gröna. Det gröna livstycket togs dock åter i bruk i Mora och det blå levde kvar på Sollerön.

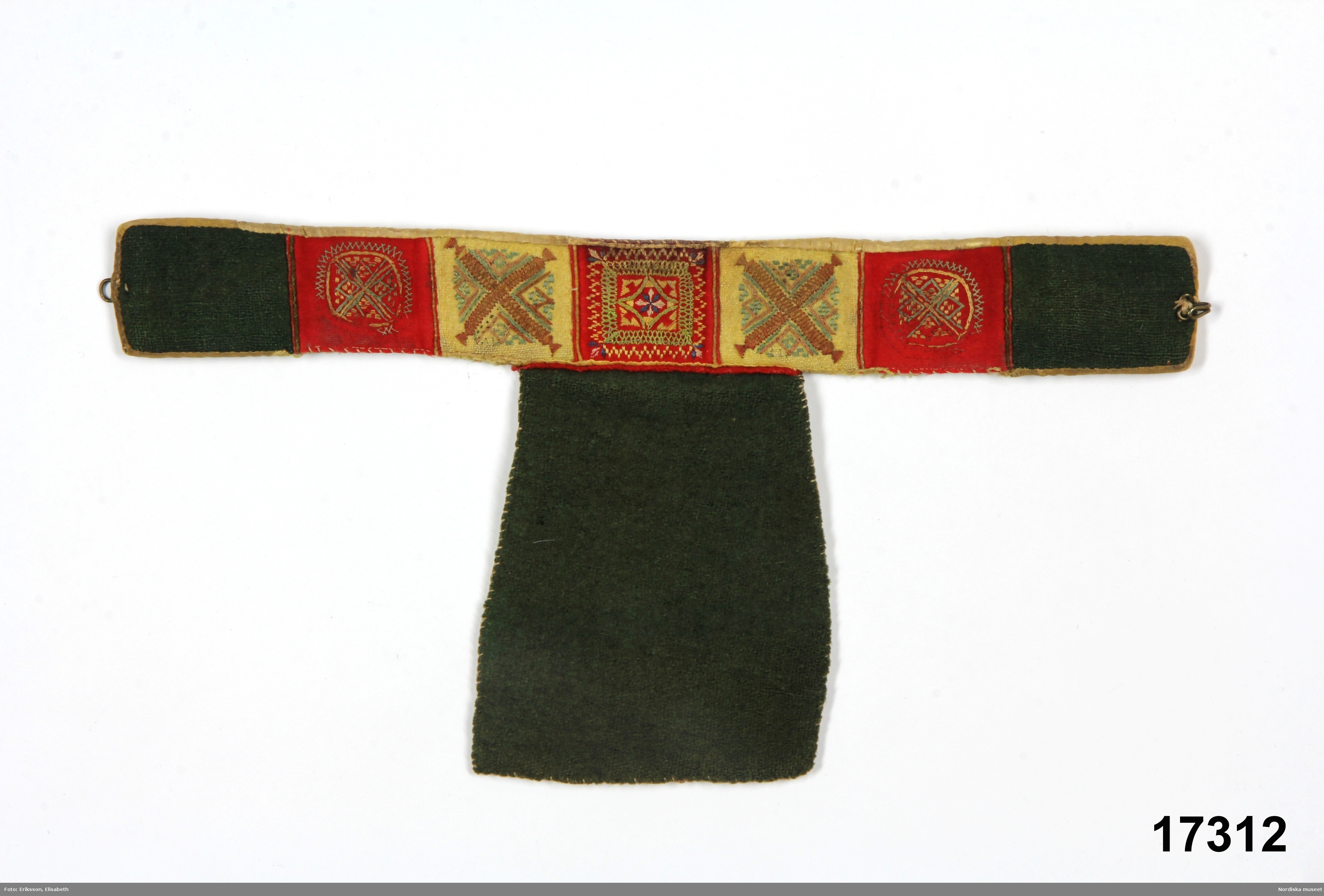
Brudgumskrage

## Sockenstämman och regler
Redan sockenstämmoprotokollet från 1666 innehåller ett mål där kyrkoherden Elavus Andreæ Skragge klagade över att ”then gamlble och alfvarsemme klädedräckten nu afflägges och uthi ett nytt och lättfärdigt maneer förbytes, som ähre band, skoor medh hool och höga klacker, bruckor, långt håårh”. Tre år senare klagade kyrkoherden åter över samma sak. Kyrkoherden Anders Svedelius klagade 1793 över bruket av rask och kattuner. Man ansåg även de gröna klädeströjorna som brukades av kvinnorna och de blå som brukades av männen som överflödiga, och att en vit vadmalströja kunde duga även som festplagg. Sockenborna i den västra sockenhalvan stödde förslaget, medan de i den östra höll på blåtröjans och gröntröjans bevarande. Efter många turer beslöt man dock att fortsätta att tillåta plaggen.

## Bilder

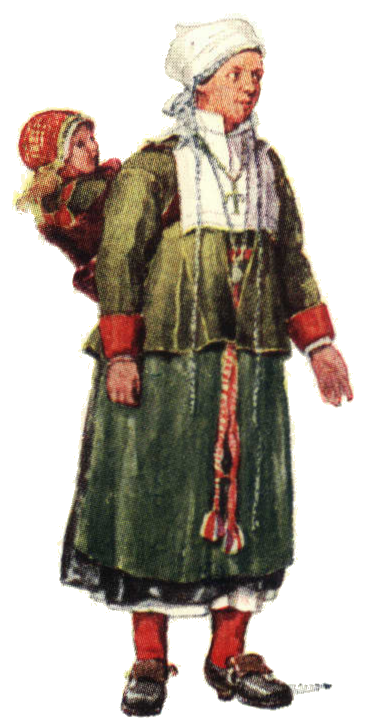
Kvinna i folkdräkt från Mora socken, ur Nordisk familjebok.
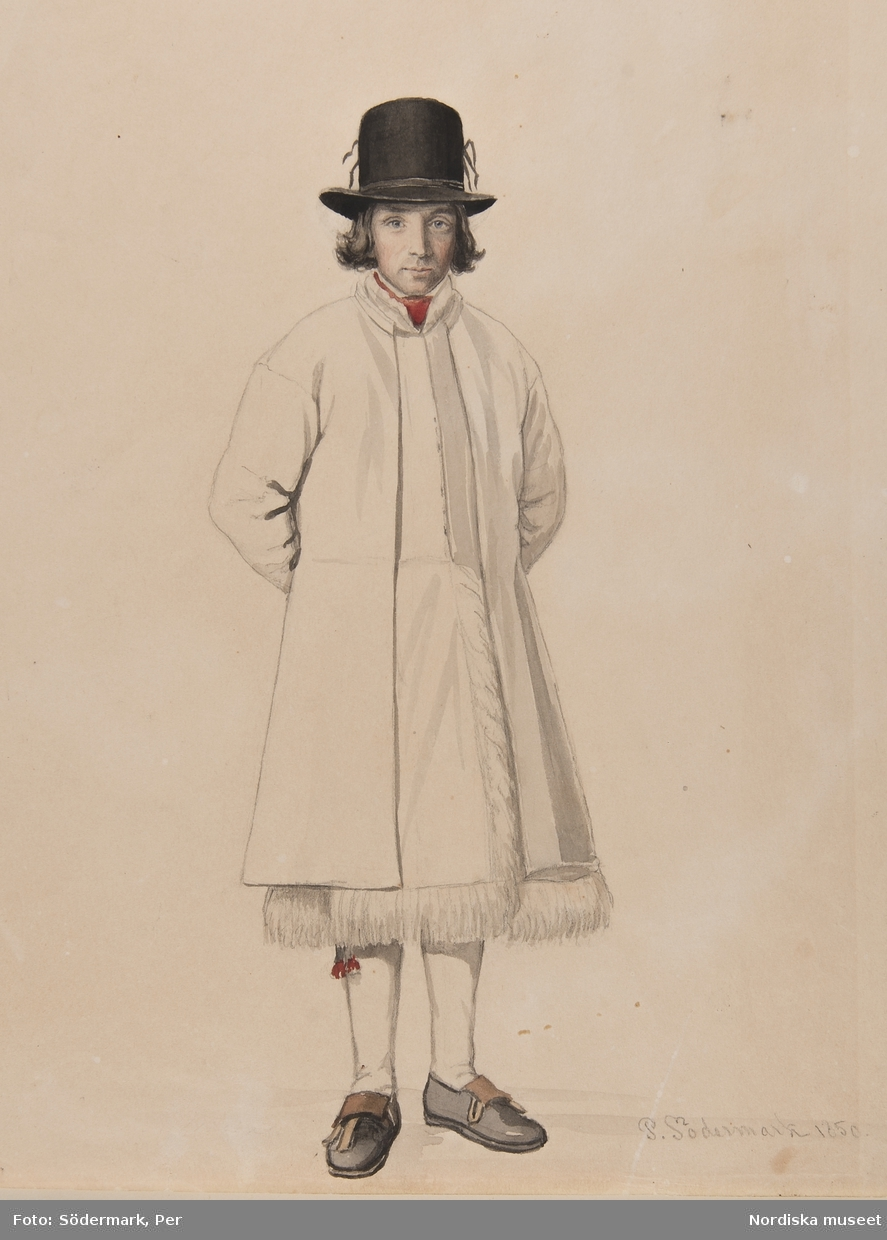
Kyrkovärd från Morkrebyn i Mora. Akvarell av P.Södermark - Nordiska museet - NMA.0070042
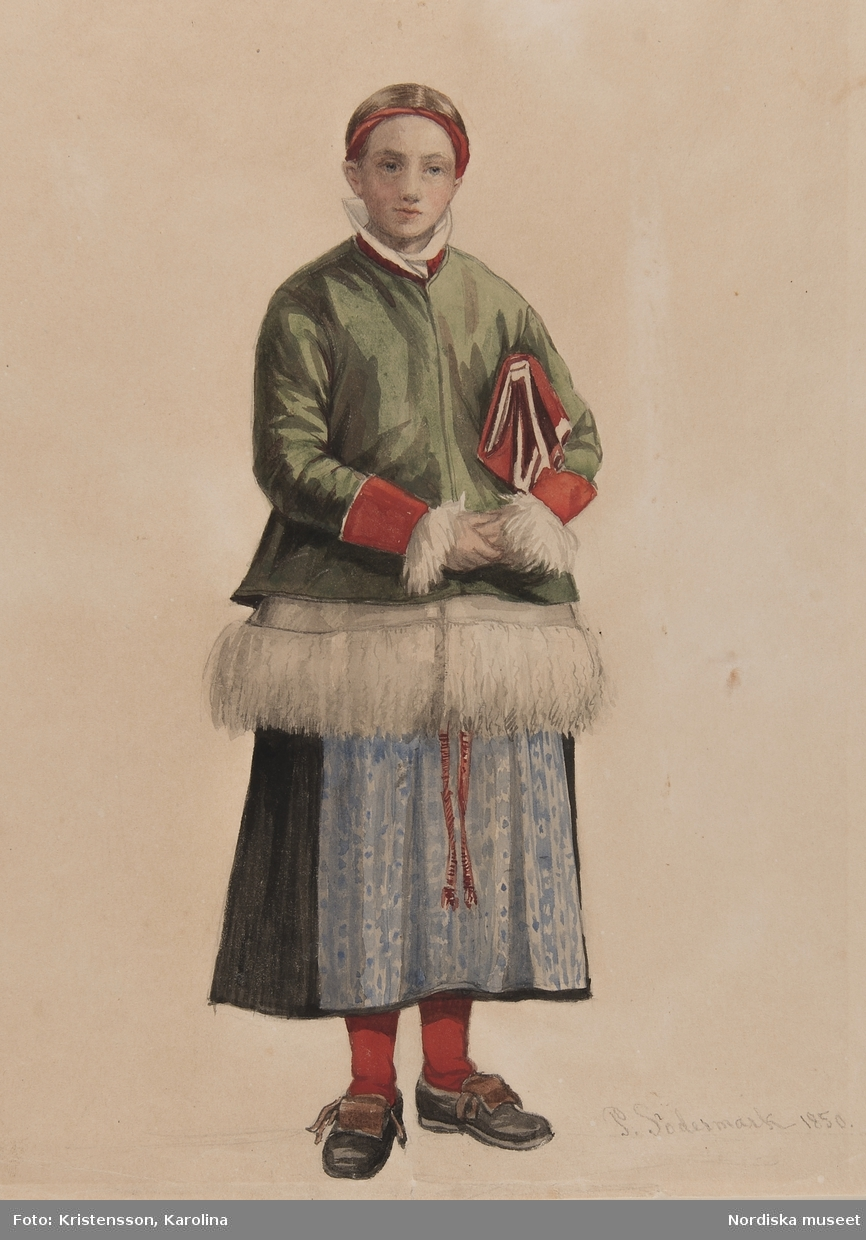
Flicka i Moradräkt. brudpiga i Mora . Akvarell av P. Södermark - Nordiska museet - NMA.0070038
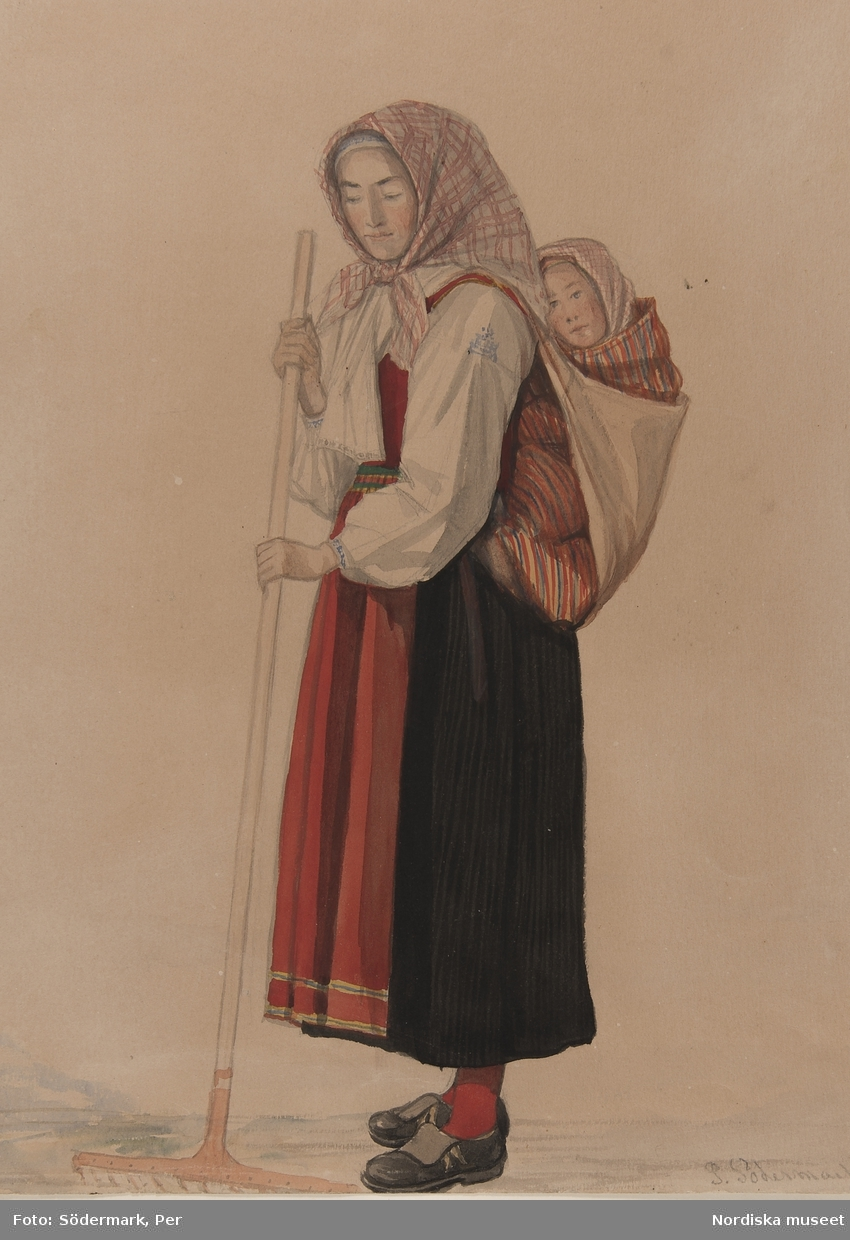
Kvinna med barn på ryggen. Akvarell av P. Södermark - Nordiska museet - NMA.0070041
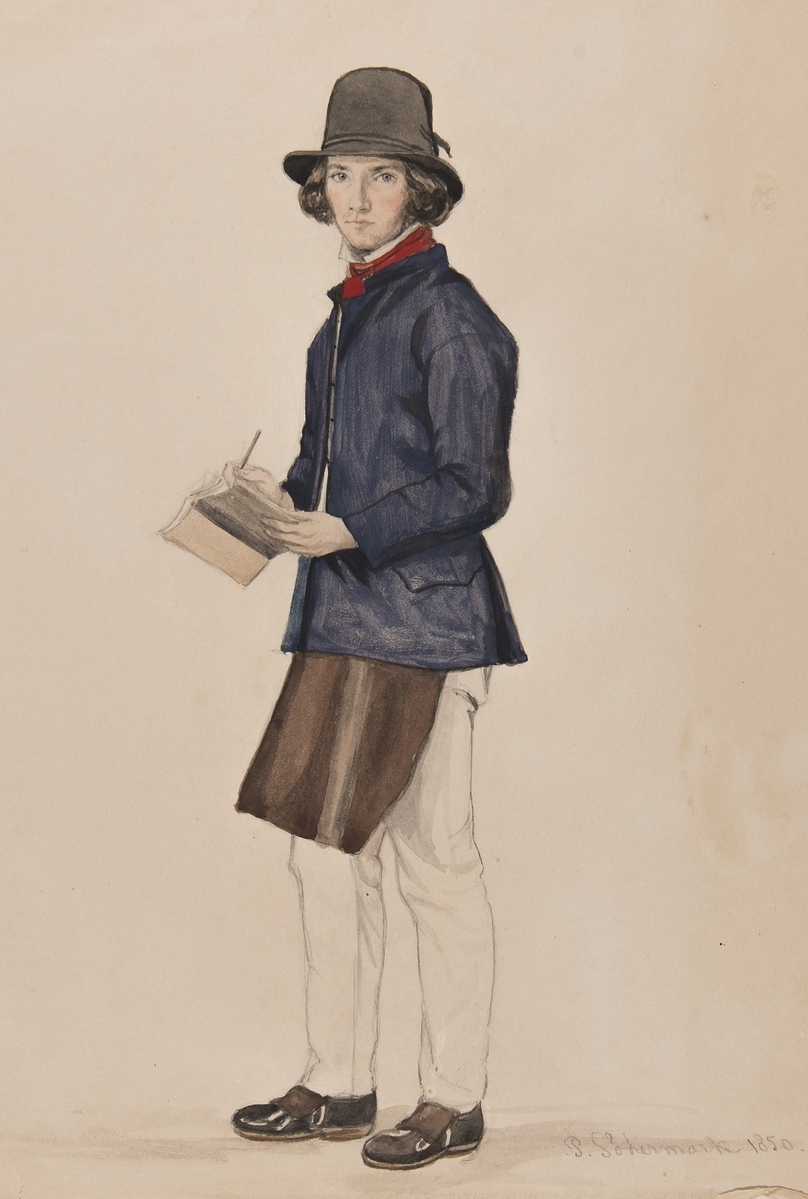
Pojke som skriver i en bok, Mora. Akvarell av P.Södermark - Nordiska museet - NMA.0070043 (beskuren)
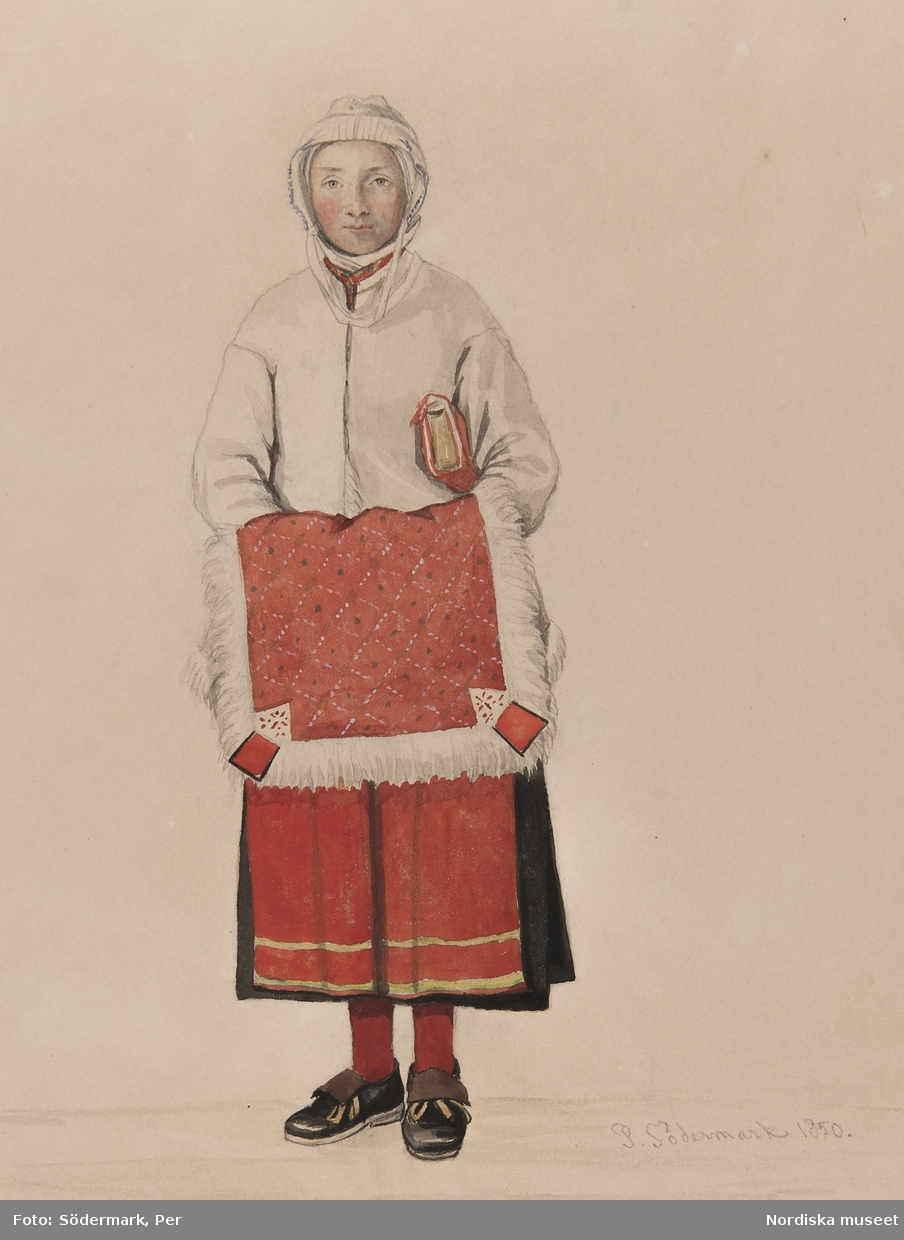
Kvinna med skinnfäll, Mora. Akvarell av P.Södermark - Nordiska museet - NMA.0070040
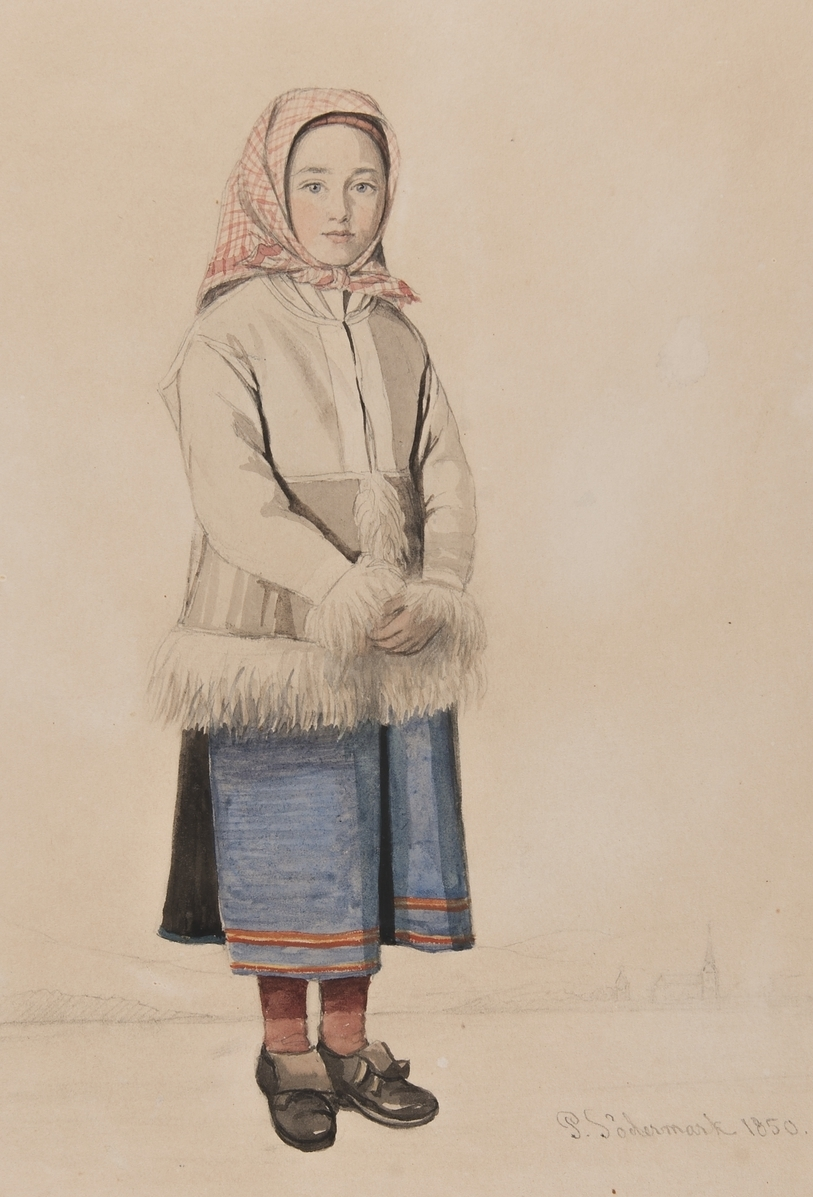
Flicka i Moradräkt med skinntröja, Mora. Akvarell av P.Södermark - Nordiska museet - NMA.0070044 (beskuren)
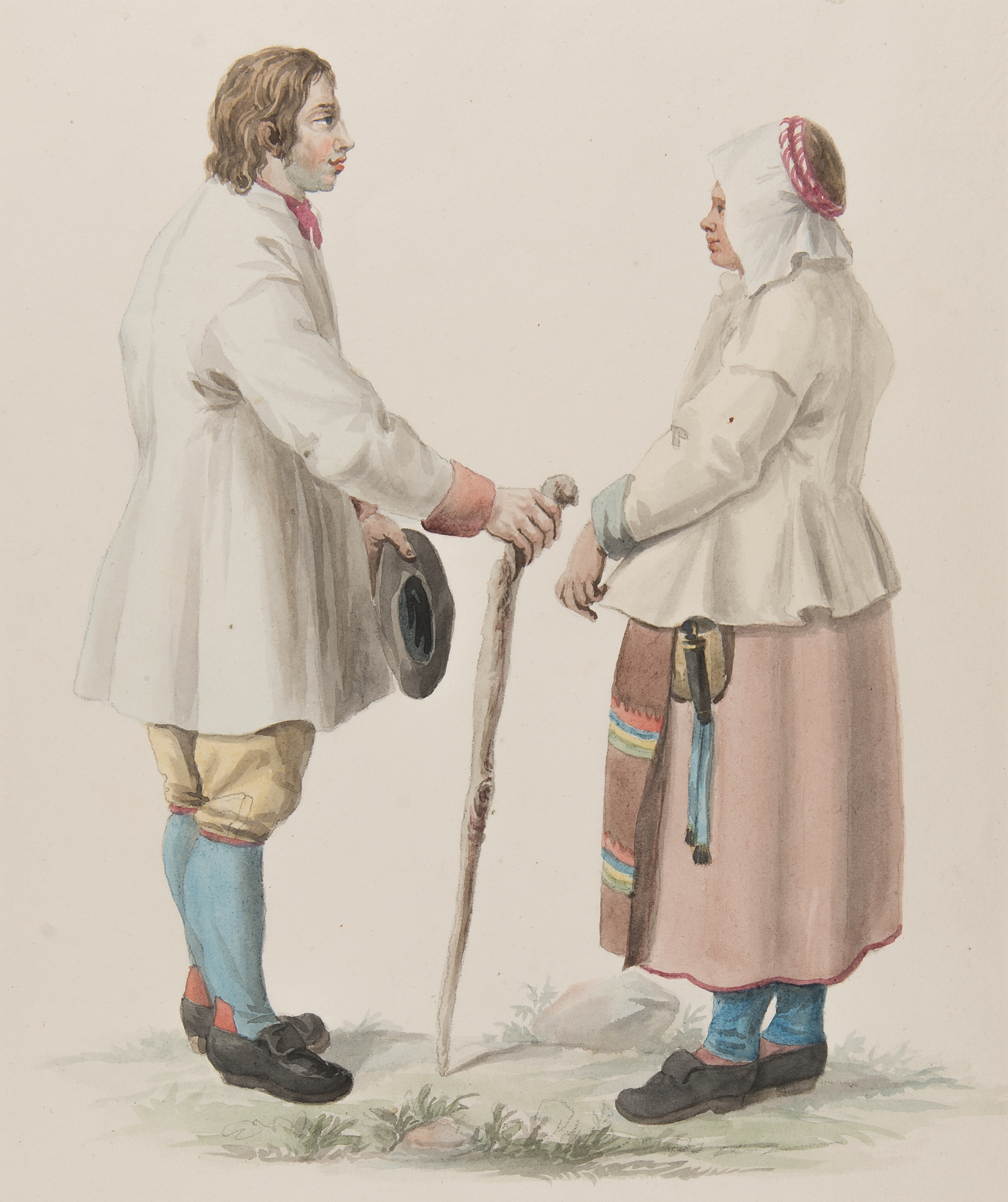
Kvinna och man med käpp. Akvarell av C.W. Swedman. Jfr Costume of Sweden Pl. 19 & 20 - Nordiska museet - NMA.0070036 (1)
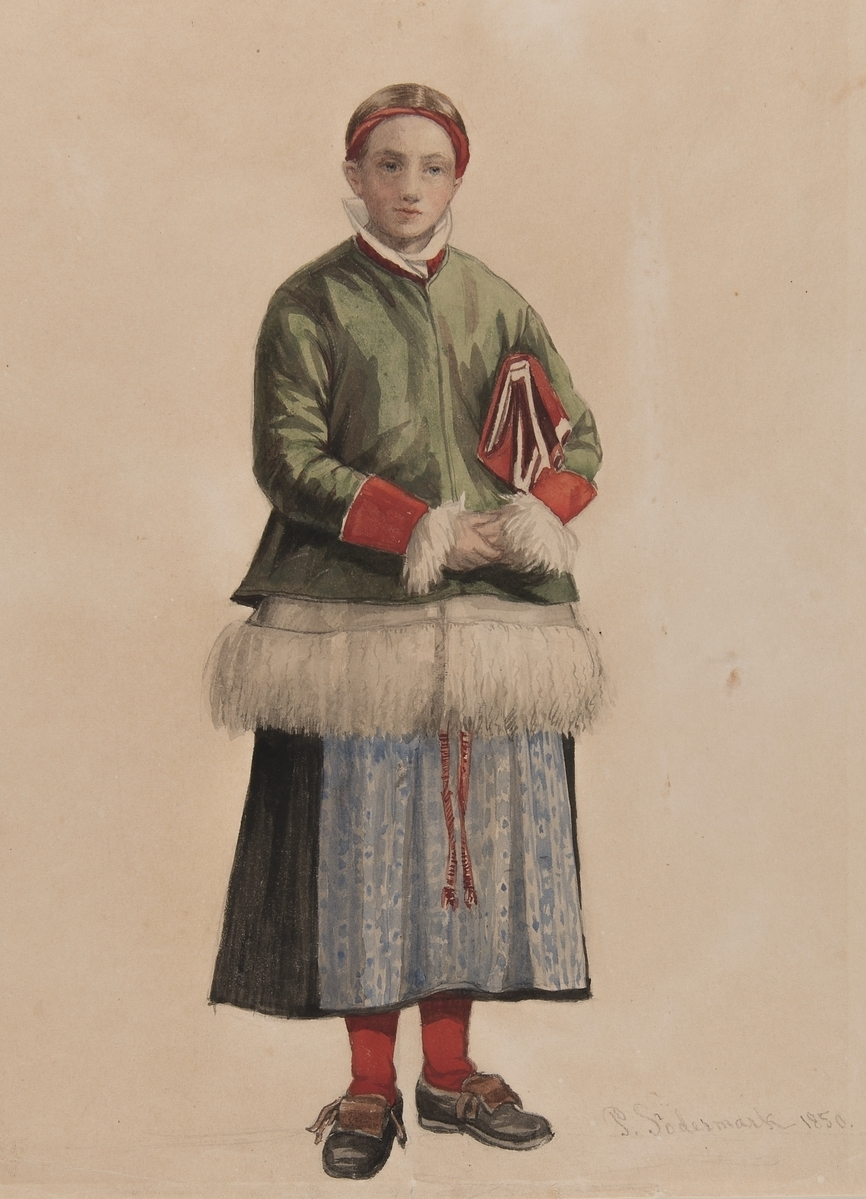
Flicka i Moradräkt. brudpiga i Mora . Akvarell av P. Södermark - Nordiska museet - NMA.0070038 (beskuren)
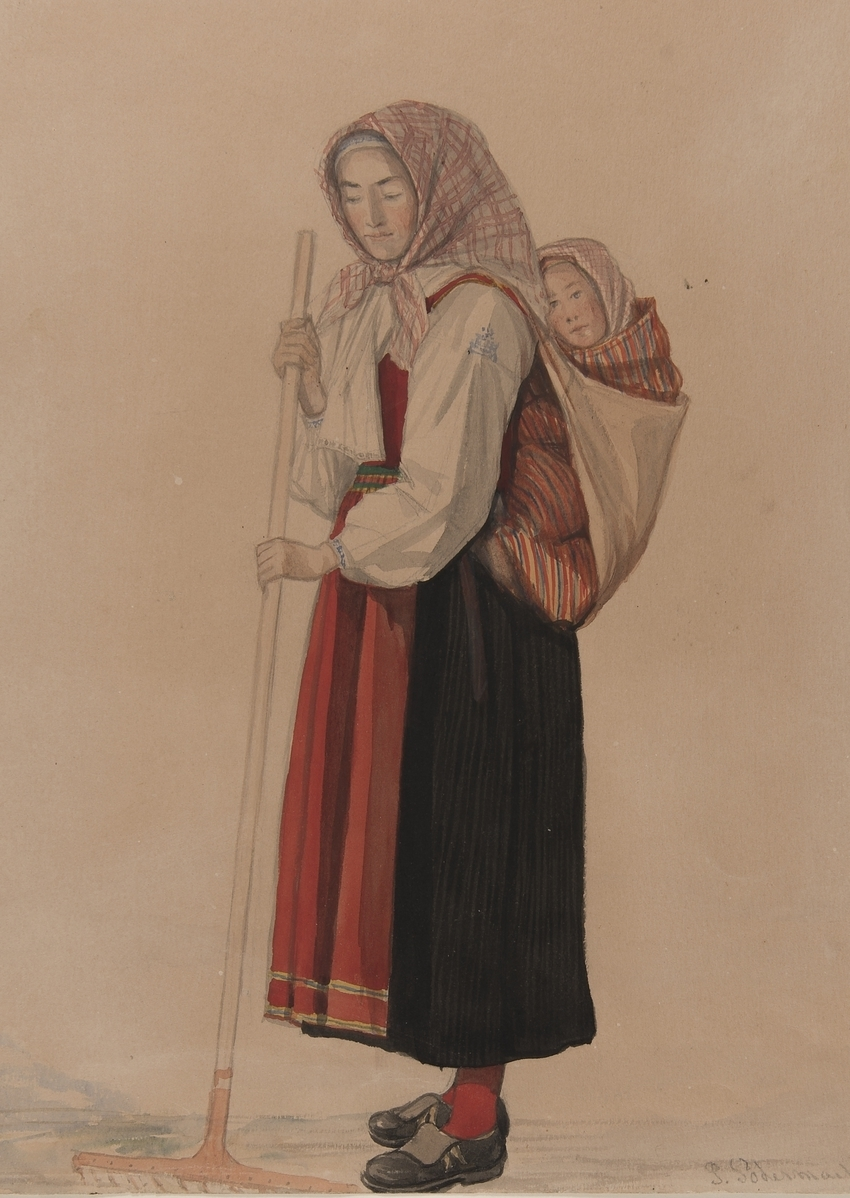
Kvinna med barn på ryggen. Akvarell av P. Södermark - Nordiska museet - NMA.0070041 (beskuren)
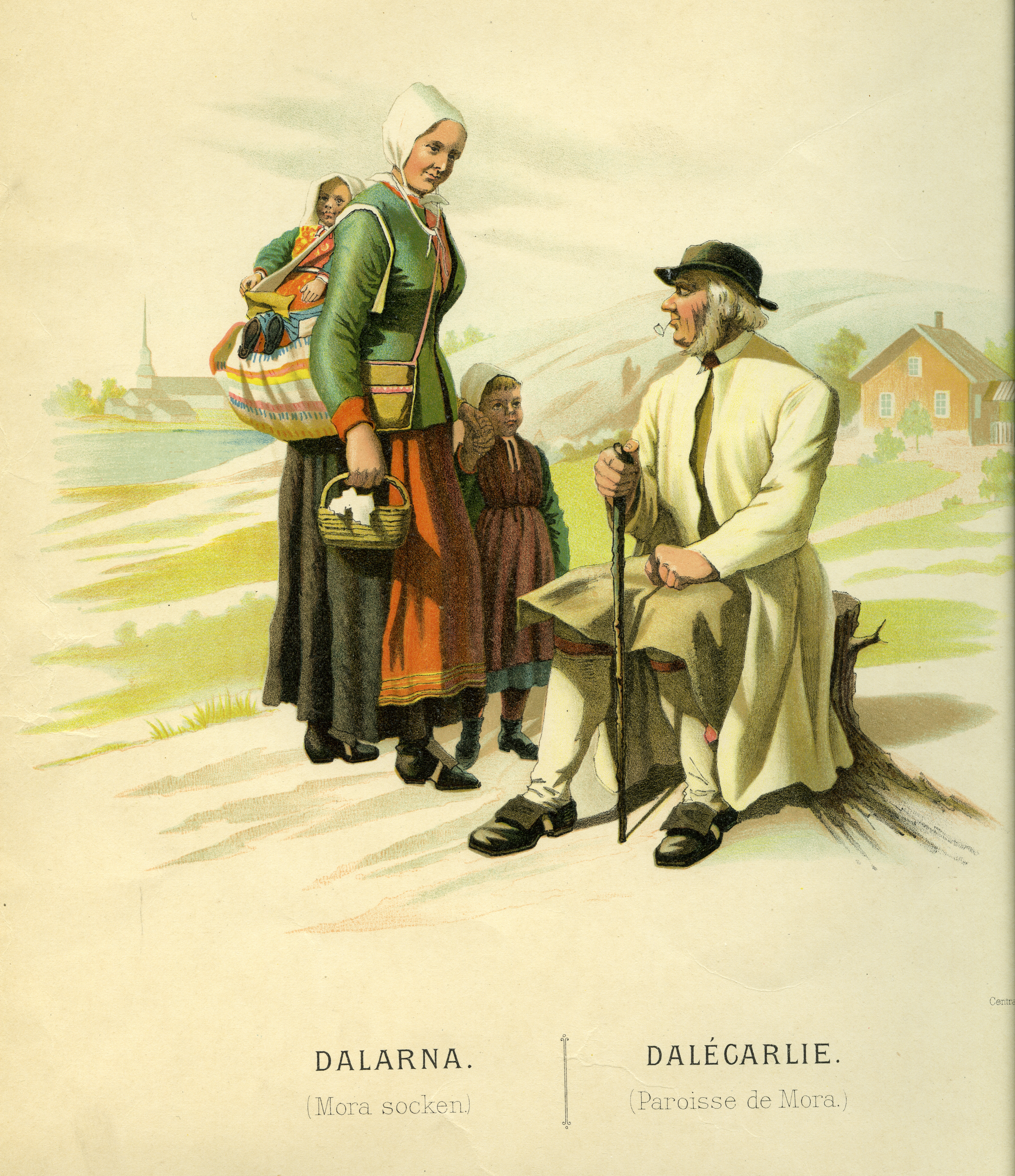
Thulstrup, Nordiska Drägter (1895) pl009 Mora socken, Dalarna.
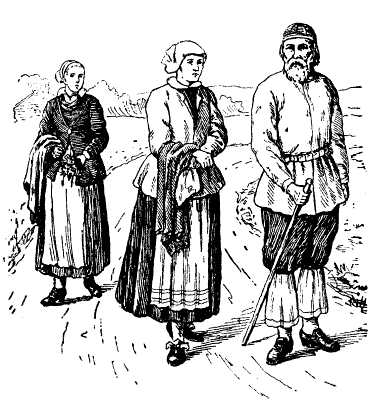
Morafolk i folkdräkt under början av 1700-talet (efter samtida kopparstick)
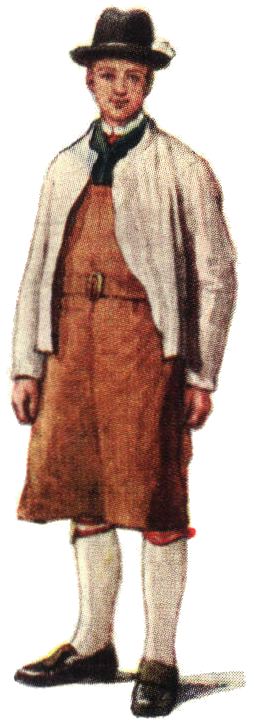
Folkdräkt, Mora socken, man, Nordisk familjebok
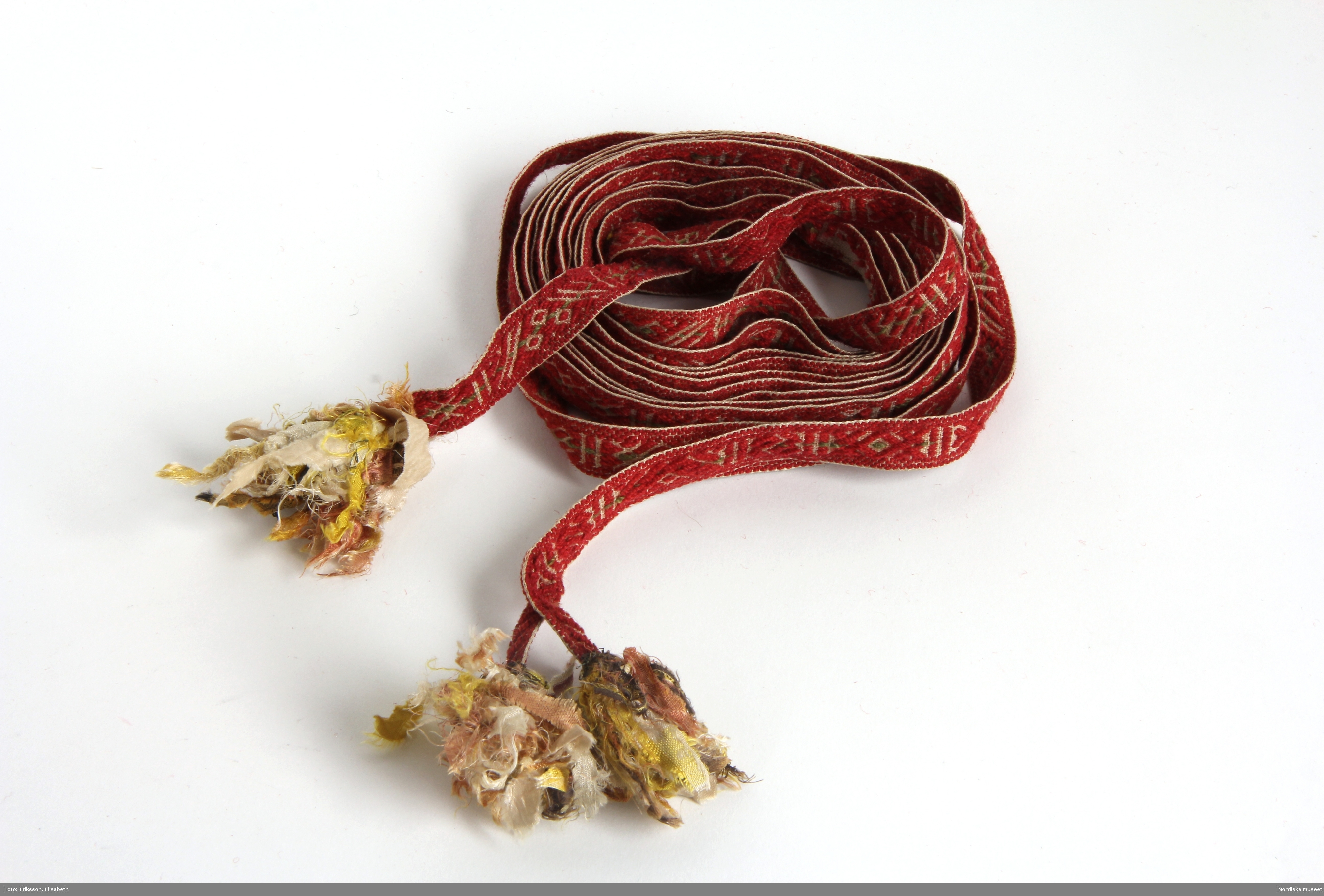
B, Mönstervävt band till dopkasse från Mora.
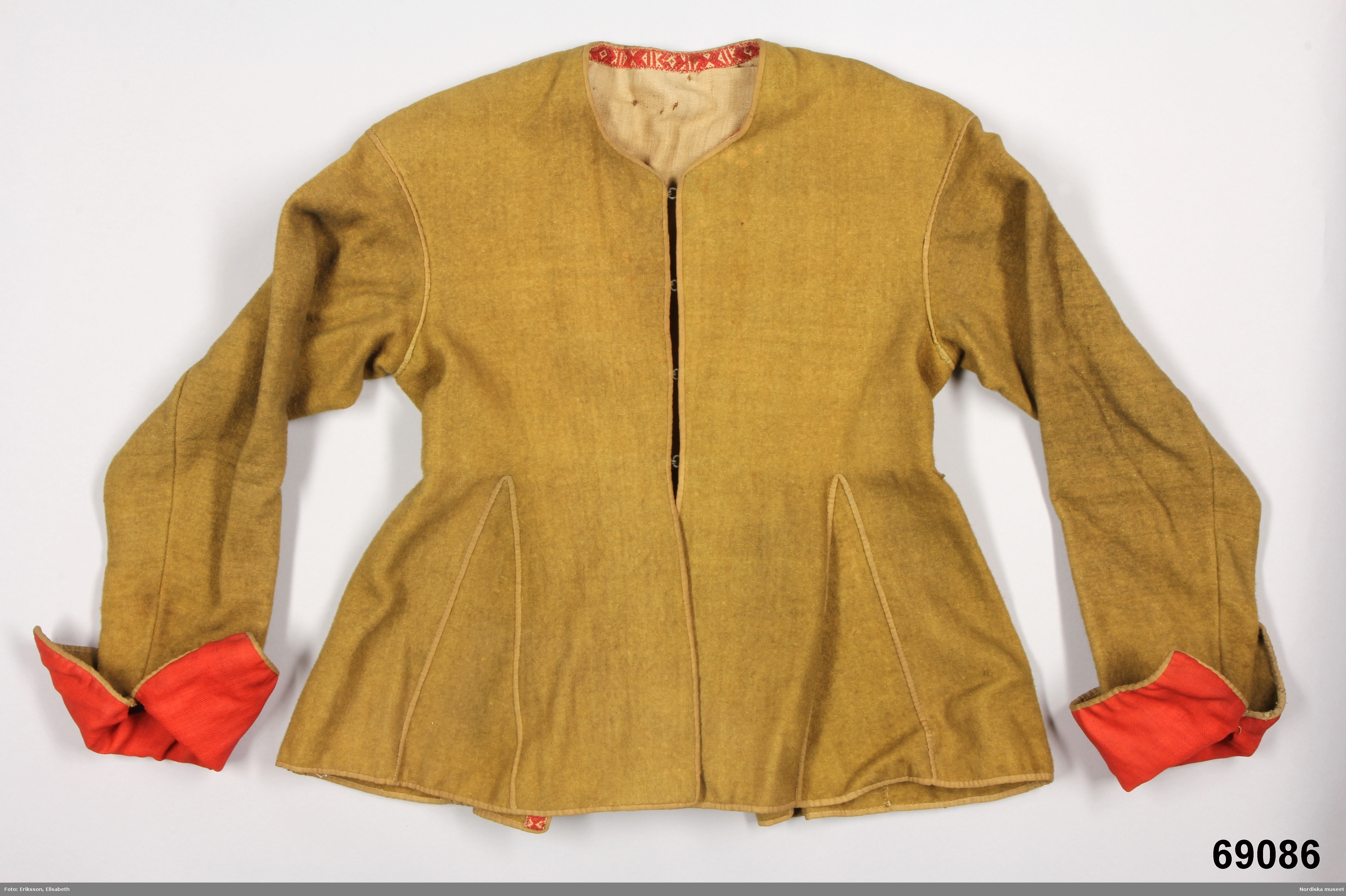
Tröja från Mora.
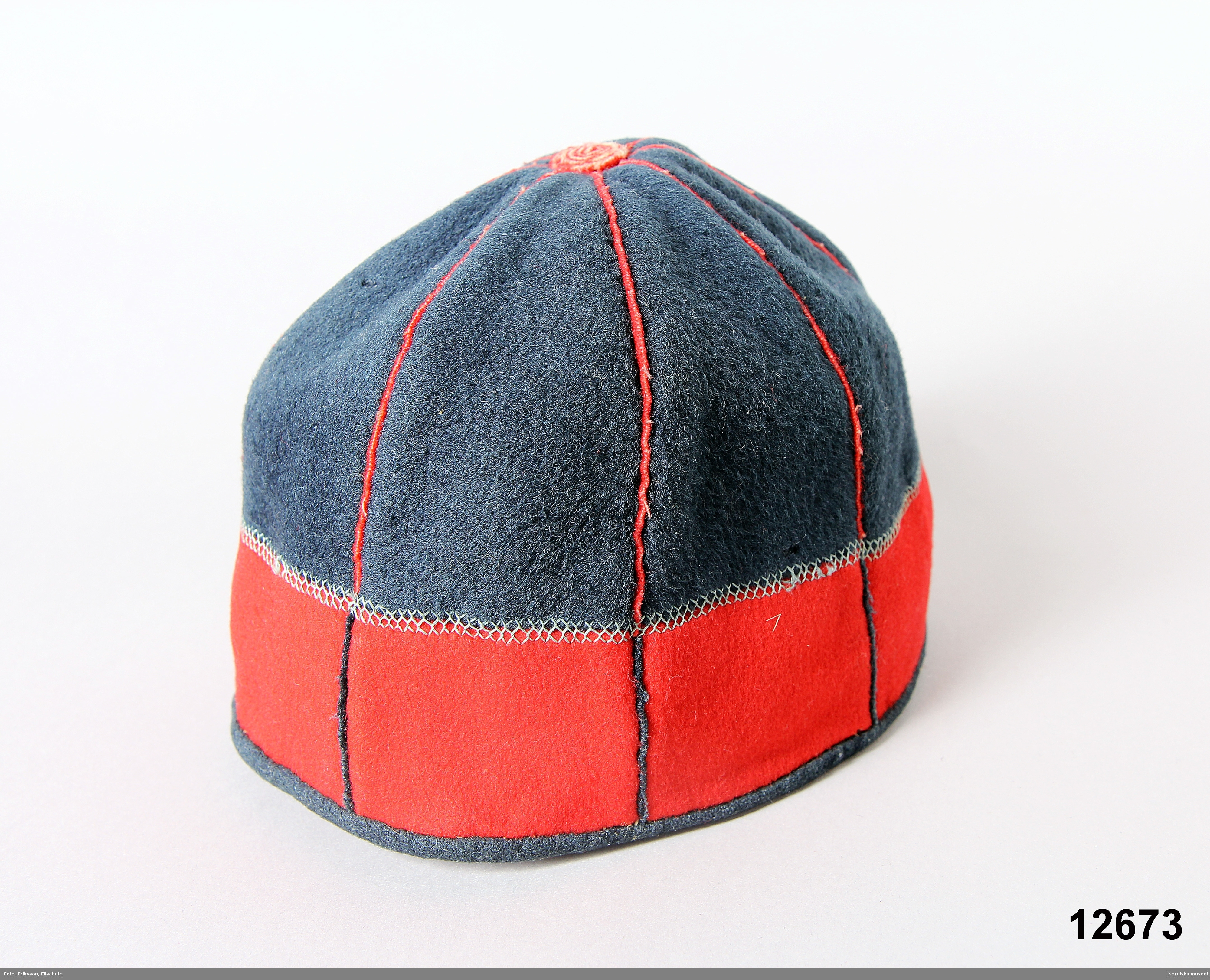
Kringelhätta från Morkarlby.